# 木偶奇遇记 (电影)
《木偶奇遇記》是一部1940年的美國奇幻音樂劇動畫電影，改編自卡洛·科洛迪撰写的《木偶奇遇记》。本片是迪士尼继《白雪公主》的成功之後，推出的第二部動畫長篇電影。該作品在特效動畫上有著突破性的成就，在許多方面展現逼真的動畫成果，包括車輛和機械的移動，以及如雨、閃電、雪、煙霧和水的表現等。電影最初在1940年2月7日上映，由雷電華電影發行，並獲得評論界的一致好評，並成為第一部獲得競爭性奧斯卡金像獎的動畫長片。
該電影的主要情節涉及一位名叫傑佩托的意大利老木雕師，他雕刻了一個名為皮諾丘的木偶，並希望他能成為一個真正的男孩。然而，皮諾丘卻被奇蹟般的被一位藍色仙女復活，仙女告訴他如果他證明自己「勇敢、誠實和無私」，他就能成為一個真正的男孩。電影的主人公蟋蟀吉米尼則扮演著皮諾丘的良心角色，試圖在是非問題上引導皮諾丘。
《木偶奇遇記》電影和其中的角色直至今日依然在流行文化中活躍，出現在許多迪士尼主題樂園和其他形式的娛樂作品中。1994年，《木偶奇遇記》被納入美國國家電影保護局典藏，認定電影在「文化、歷史和藝術上的顯著成就」。2022年9月8日，勞勃·辛密克斯執導，並與克里斯·魏茲共同撰寫劇本的同名改編真人電影正式在全球上線Disney+。

## 劇情
電影的故事圍繞著一位由膝下無子的老木匠傑佩托（Geppetto）所雕刻製造的木偶皮諾丘（Pinocchio）所展開的故事。
從前一位膝下無子的老木匠傑佩托製作與雕刻製造一個木偶，並且為這個木偶取名為皮諾丘，只是傑佩托非常希望皮諾丘能陪伴總是孤單一人的自己，這是一位善良的藍仙子讓皮諾丘獲得生命並且告訴他可以獲得成為人類男孩的機會，但是皮諾丘必須能夠證明自己通過「勇敢、誠實和無私」的考驗才能成為人類。藍仙子為了幫助皮諾丘通過試煉派遣名叫吉米尼的蟋蟀幫助他，皮諾丘在追求變身為人類的過程中遇見數個居心不良的角色也不知情他們的真面目時總是讓自己陷入危機，還讓吉米尼幫自己脫離險境。
最後為了皮諾丘救回自己的父親傑佩拖然後逃離鯨魚莫斯托的口中而昏倒在海難上，但最後因為讓藍仙子看見皮諾丘能夠證明自己的「勇敢、誠實和無私」而打動，她救活皮諾丘的同時也讓他變成真正的人類男孩。

## 反映
分析評論家將《木偶奇遇記》定位為一則簡單的道德童話，教導孩童認真工作的益處和中產階級價值。雖然《木偶奇遇記》是第一部贏得兩座奧斯卡金像獎的動畫長片（最佳原創音樂和最佳原創歌曲），但在電影上映初期卻是票房災難。《木偶奇遇記》之後在1945年的重新發行後讓票房轉虧為盈，並被認為是迪士尼的最佳作品及史上最棒的動畫電影之一。其在影評綜合網站爛番茄上的評價為罕見的滿分，基於57條評論，平均得分為9.1/10，爛番茄影評家對該片的共識為「野心勃勃，冒險，有時令人畏懼，《木偶奇遇記》可以說代表了迪士尼作品的巔峰之作 - 它製作精美，情感共鳴。」，成為該網站罕見的爛蕃茄100%新鮮度電影名單之一。Metacritic得分為99分（滿分是100分），基於17條評論，截至2022年5月15日，在該網站名列影史百大動畫電影榜首。
2023年，爛番茄滿25週年特別專題中，本片在該站列出「所有72部迪士尼動畫電影」排行榜位居榜首。

## 配音员
| 配音            | 配音                | 配音   | 配音   | 配音                            | 角色                                             |
| 英语            | 国语                |        | 粵語   | 大陆国语                        | 角色                                             |
| --------------- | ------------------- | ------ | ------ | ------------------------------- | ------------------------------------------------ |
| 迪克·裘斯       | 張宇豪              | 呂佩玉 | 鄧肇基 | 蔡加尔                          | 皮诺丘（Pinocchio）                              |
| 克里夫·爱德华兹 | 孫中台 謝文德（唱） | 于正昇 | 龍天生 | 高增志                          | 吉米尼蟋蟀（Jiminy Cricket）                     |
| 克里斯蒂安·卢伯 | 佟紹宗              | 官志宏 | 胡楓   | 郭政建                          | 盖皮多先生（Mister Geppetto）                    |
| 无              | 无                  | 无     | 无     | 无                              | 费加罗（Figaro the Cat）                         |
| 无              | 无                  | 无     | 无     | 无                              | 克罗（Cleo the Fish）                            |
| 华特·卡特雷     | 沈光平              | 孫中台 | 招世亮 | 叶宝华                          | 老实约翰（"Honest" John Worthington Foulfellow） |
| 无              | 无                  | 无     | 无     | 无                              | 吉迪歐（"Giddy" Gideon the Cat）                 |
| 查理斯·朱戴尔斯 | 胡大衛              |        | 施介強 | 张瑶涵                          | 史壯波雷（Stromboli）                            |
| 查理斯·朱戴尔斯 | 雷威遠              |        | 鄧榮銾 | 张云明                          | 马车夫（Coachman）                               |
| 艾芙琳·维纳贝尔 | 鄭仁麗              | 陳惠卿 | 曾佩儀 | 李世荣                          | 蓝仙女（The Blue Fairy）                         |
| 法兰奇·达罗     | 李勇                | 陳美貞 | 劉昭文 | 李逸飞                          | 藍普維克（Lampwick）                             |
| 史都华·邦切曼   |                     |        |        |                                 | 游乐园拉客（The Carnival Barker）                |
| 赛尔·拉文克夫   |                     |        |        |                                 | 鲸鱼莫斯托（Monstro the Whale）                  |
|                 |                     |        |        | 凌云 孙佳禾 赵震 白勺 范瑞 赵晨 |                                                  |

## 外部連結
- 互联网电影数据库（IMDb）上《木偶奇偶記》的资料（英文）
- 爛番茄上《木偶奇偶記》的資料（英文）
- 豆瓣电影上《木偶奇偶記》的資料 （简体中文）
- Box Office Mojo上《木偶奇偶記》的資料（英文）
- AllMovie上《木偶奇偶記》的资料（英文）
- 木偶奇遇記 （页面存档备份，存于） - Disney+